# Tiger Lim
Tigre Lim, (nacido Lim Han Hu 5 de septiembre de 1974 en Kuala Belait) es Brunéi autoproclamado N.º 1 bloguero inglés y un Youtuber comediante quién comparte sus vídeos bajo el nombre tigerlim7673. Es también un ingeniero de sonido cuyo blog garners una media de 2000 espectadores diariamente.
Tigre Lim deriva su apodo de su año de nacimiento, el Año del Tigre. Su vídeo titulado Auntie Aparcamiento de Conductor Fallido (original) entre uno de sus primeros vídeos, el cual posteriormente recibió 10 traducciones diferentes. Tigre Lim también es un humorista polémico cuándo posteó un vídeo de matón en su blog personal. Como Youtuber chino ha sido entrevistado por El Brunei Times, citando que  "habla sobre inglés, seriamente."

## Vídeos de YouTube/Youtube
Fuente:
| # | Título de vídeo                                      | Recurso uniforme Locator (URL)               | Fecha de liberación      |
| - | ---------------------------------------------------- | -------------------------------------------- | ------------------------ |
| 1 | "Hombre loco En Brunei!!!"                           | http://www.youtube.com/watch?v=vhf1ucje3oo   | 27 de junio de 2009      |
| 2 | "Brunei 1.º Yamaha Día de Bicis"                     | http://www.youtube.com/watch?v=p8ojt6y8ews   | 7 de julio de 2009       |
| 3 | "Brunei Conductor de autobús rápido Y Furioso"       | http://www.youtube.com/watch?v=ca9a4lipgna   | 7 de agosto de 2009      |
| 4 | ~ Eres Tan Bonito~                                   | "http://www.youtube.com/watch?v=yoaqskrrsmk" | 12 de septiembre de 2009 |
| 5 | "El mosquito Muerde Mi Criatura!!!"                  | http://www.youtube.com/watch?v=f_0gqy3qxog   | 19 de septiembre de 2009 |
| 6 | "MERMELADA de MERMELADA de la MERMELADA JAMMMMM.m4v" | http://www.youtube.com/watch?v=4hna8mhwtwi   | 20 de enero de 2010      |
| 7 | "Pelotas.m4v"                                        | http://www.youtube.com/watch?v=r4gl45uw0zq   | 2 de febrero de 2010     |
| 8 | "DarKie A Darlie.m4v"                                | http://www.youtube.com/watch?v=wnkzgrbnyi8   | 8 de febrero de 2010     |